# Número hemiperfecto
En teoría de números, un número hemiperfecto es un número natural cuyo índice de abundancia es un número entero impar dividido por dos. En otras palabras, σ(n)/n = k/2 para un entero impar k, donde σ(n) es la función divisor, es decir, la suma de todos los divisores positivos de n.
Los primeros números hemiperfectos son:
2, 24, 4320, 4680, 26208, 8910720, 17428320, 20427264, 91963648, 197064960, ... (sucesión A159907 en OEIS)

## Ejemplo
24 es un número hemiperfecto porque la suma de los divisores de 24 es
1 + 2 + 3 + 4 + 6 + 8 + 12 + 24 = 60 = 52×24.
En consecuencia, su índice de abundancia es 5/2, que es hemientero.

## Números hemiperfectos más pequeños de índice de abundanciak/2
La siguiente tabla ofrece una descripción general de los números hemiperfectos más pequeños de abundancia k/2 para k ≤ 13 (sucesión A088912 en OEIS):
| k  | Menor número de índice de abundancia k/2                    | Número de dígitos |
| -- | ----------------------------------------------------------- | ----------------- |
| 3  | 2                                                           | 1                 |
| 5  | 24                                                          | 2                 |
| 7  | 4320                                                        | 4                 |
| 9  | 8 910 720                                                   | 7                 |
| 11 | 17 116 004 505 600                                          | 14                |
| 13 | 170 974 031 122 008 630 000 000 000 000 000 000 000 000 000 | 45                |

Michel Marcus encontró los límites superiores conocidos actuales para los números más pequeños de abundancia 15/2 y 17/2.
El número más pequeño conocido de abundancia 15/2 es ≈ 1,274947×1088, y el número más pequeño conocido de abundancia 17/2 es ≈ 2,717290×10190.
No hay números conocidos de abundancia 19/2.